# Isometocoris
Isometocoris is een geslacht van wantsen uit de familie van de Miridae (Blindwantsen). Het geslacht werd voor het eerst wetenschappelijk beschreven door Carvalho & Sailer in 1954.

## Soorten
Het genus bevat de volgende soorten:

- Isometocoris blantoni Carvalho & Sailer, 1954
- Isometocoris penicillus Wolski & Henry, 2015